# Paradromulia fuscimedia
Paradromulia fuscimedia là một loài bướm đêm trong họ Geometridae.